# Túnel romano de Furlo

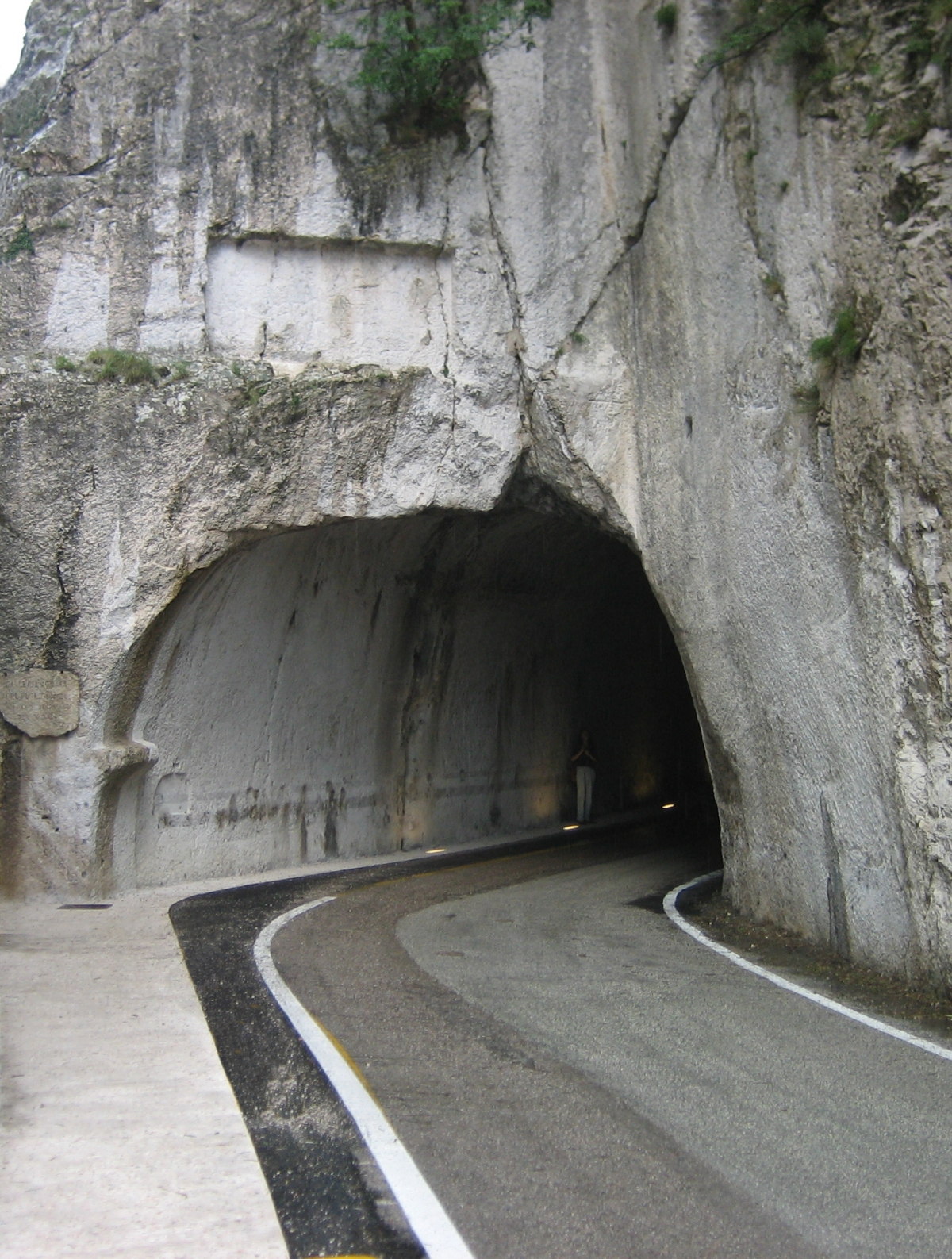
Entrada norte del túnel romano de Furlo.

El túnel romano Furlo es una obra que data del reinado de Vespasiano en la Vía Flaminia, al nivel de la Gola del Furlo (Garganta de Furlo), al noreste de Acqualagna (provincia de Pesaro Urbino Marzo Italia).

## El túnel romano
El túnel de Furlo está perforado en la roca, con una longitud de 38 m, una anchura de 5,5 metros y 6 metros de altura. Comenzado hacia 220 a. C. y acabado en el 76 bajo el reinado del emperador Vespasiano, para facilitar el movimiento entre Roma y el Adriático por la Vía Flaminia, que sigue el valle del río Metauro hasta su desembocadura. Este túnel, al que se le dio el nombre de forulum, después Furlo, es decir, el "agujero", es uno de los pocos túneles de calzada romana que han llegado hasta nosotros. Junto a él hay un antiguo túnel etrusco, de 8 m de largo, 3,30 m de ancho y 4,45 m de altura, que fue el utilizado hasta el siglo II a. C. y durante las obras hasta la finalización de las mismas.
Sobre la entrada noreste, la inscripción conservada reza: IMP (erator) CAESAR AUG (ustus) - VESPASIANUS PONT(ifex) MAX(imus) - TRIB(unicia) POT(verano) VII IMP(erator) XVII P(ater) P(atrias) CO(n) S(ul) VIII - FACIDO DEL CENSOR(um) CURAVIT (la última muesca del VIII es probablemente una adición).

## La garganta de Furlo

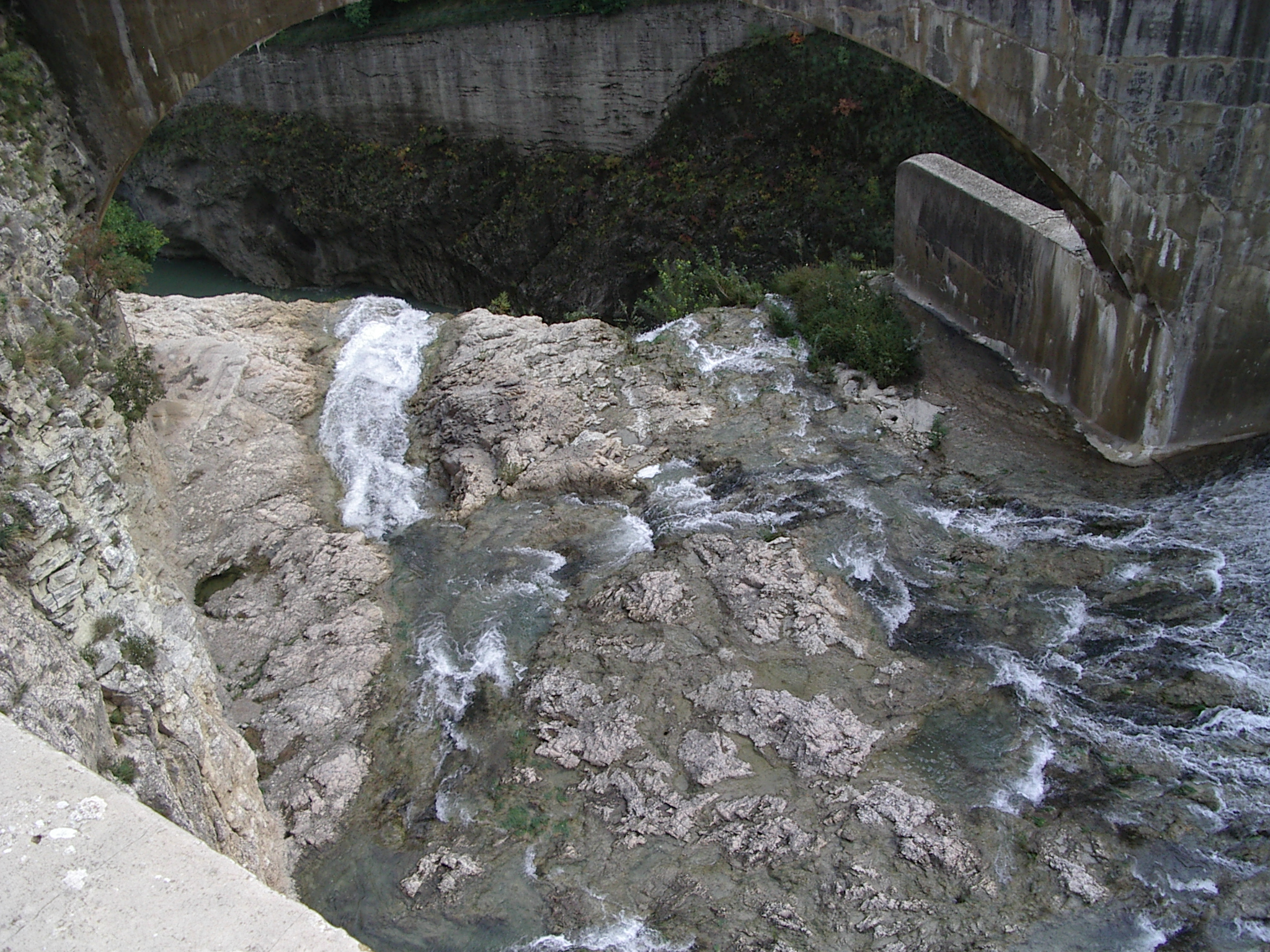
La Garganta de Furlo

La garganta de Furlo (Gola del Furlo) es un largo estrechamiento natural situado a lo largo de la antigua ruta de la Vía Flaminia, aguas abajo de la ciudad de Acqualagna, por cuyo fondo discurre el río Metauro, que recibe cerca de allí las aguas de su afluente el Candigliano. En los últimos años, el tráfico por carretera se desvía a través de un moderno túnel de más de 3 km (el «paso de Furlo»), excavado a través de los Apeninos.
La «garganta de Furlo» es una atracción turística, elevada en el 2001 a la categoría de «reserva natural nacional de la Garganta del Furlo.»

## Imágenes

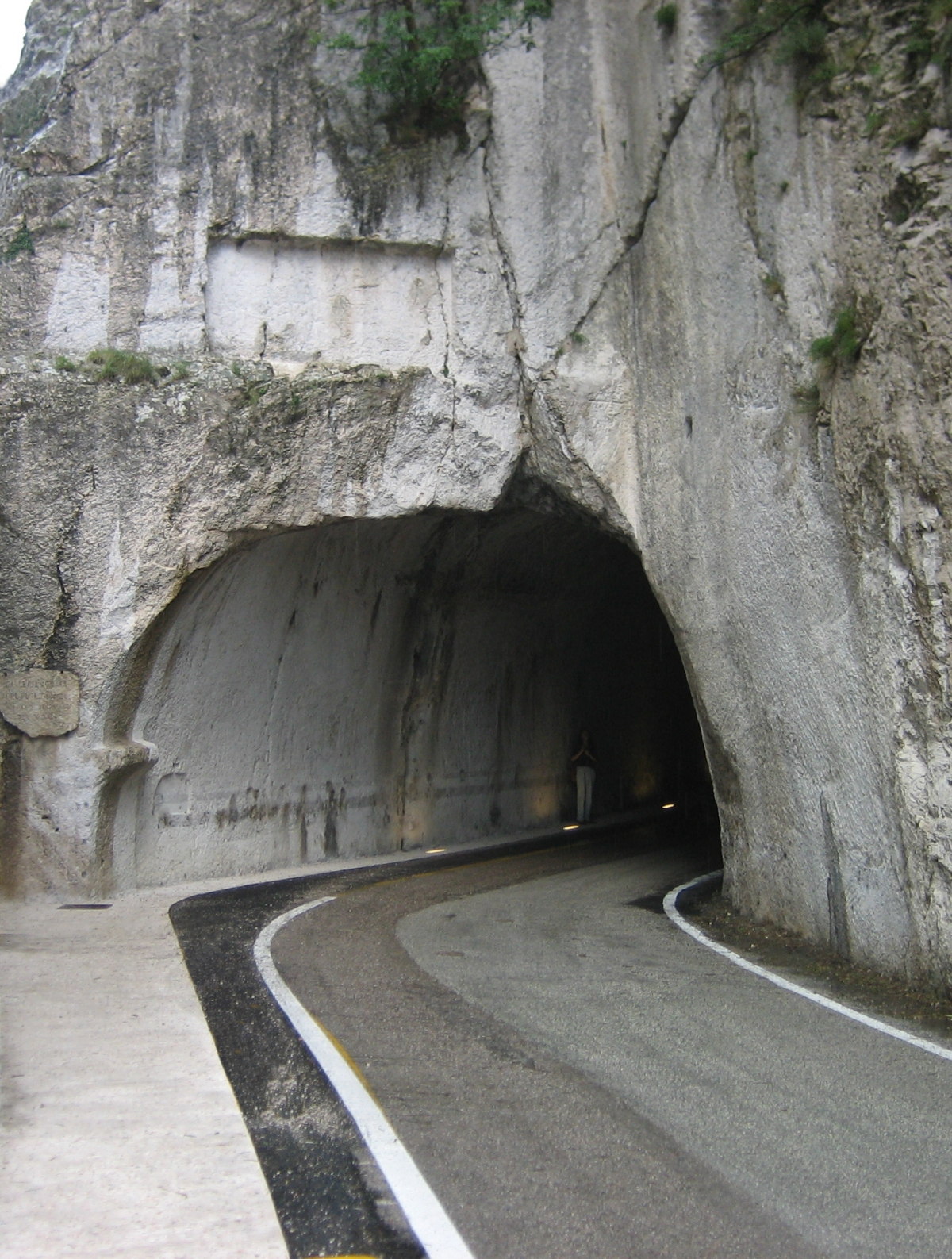
Entrada norte del túnel romano
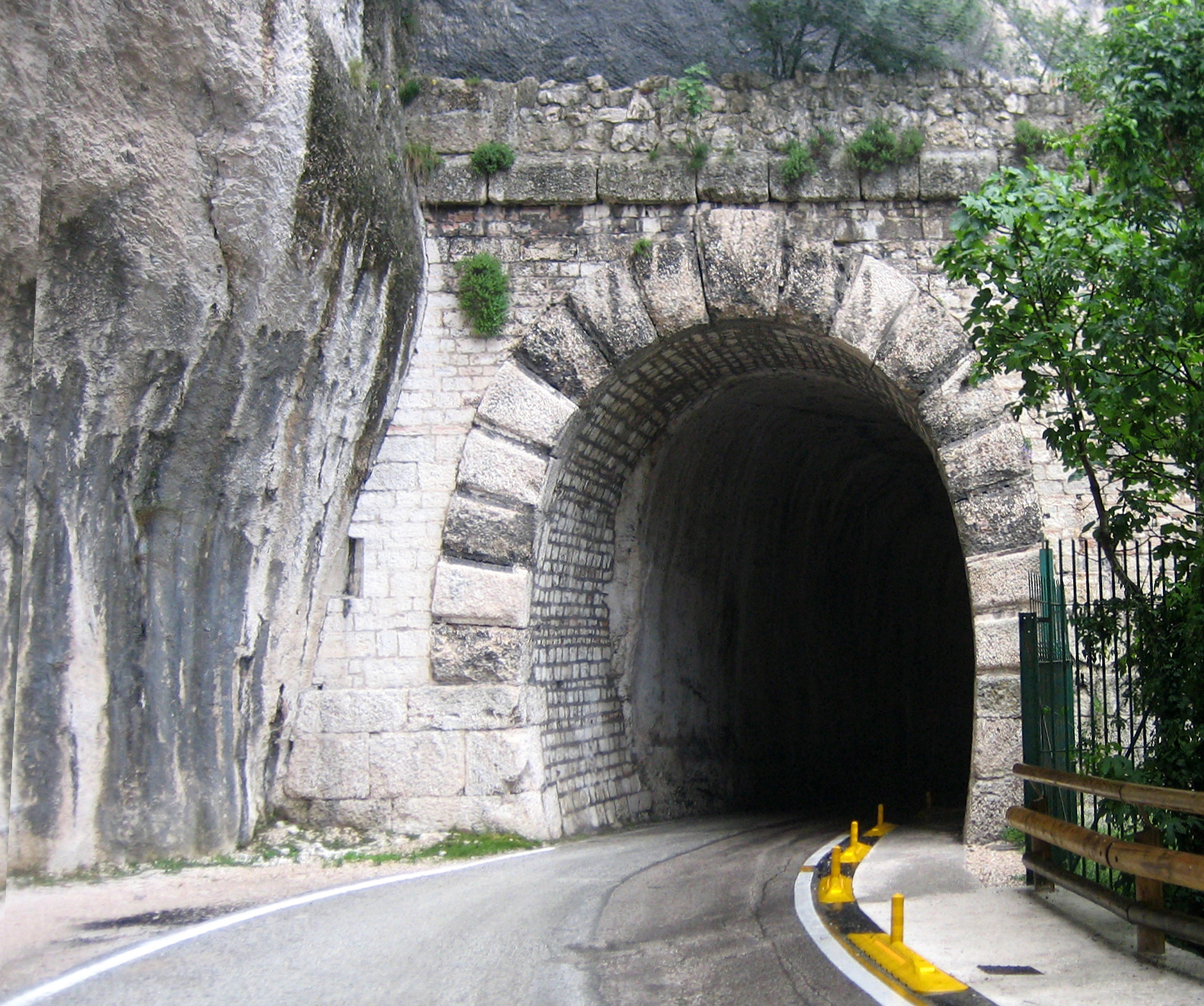
Entrada sur del túnel romano
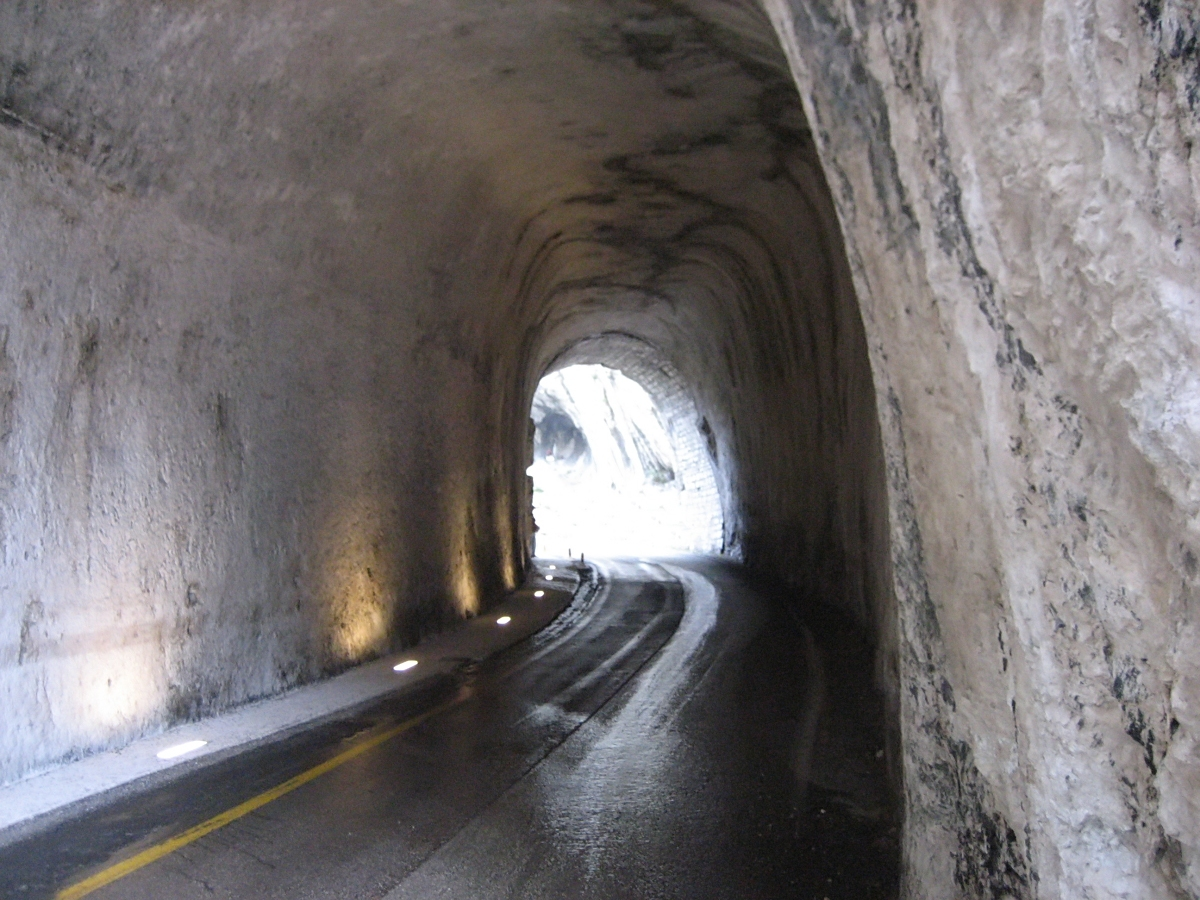
Interior del túnel romano
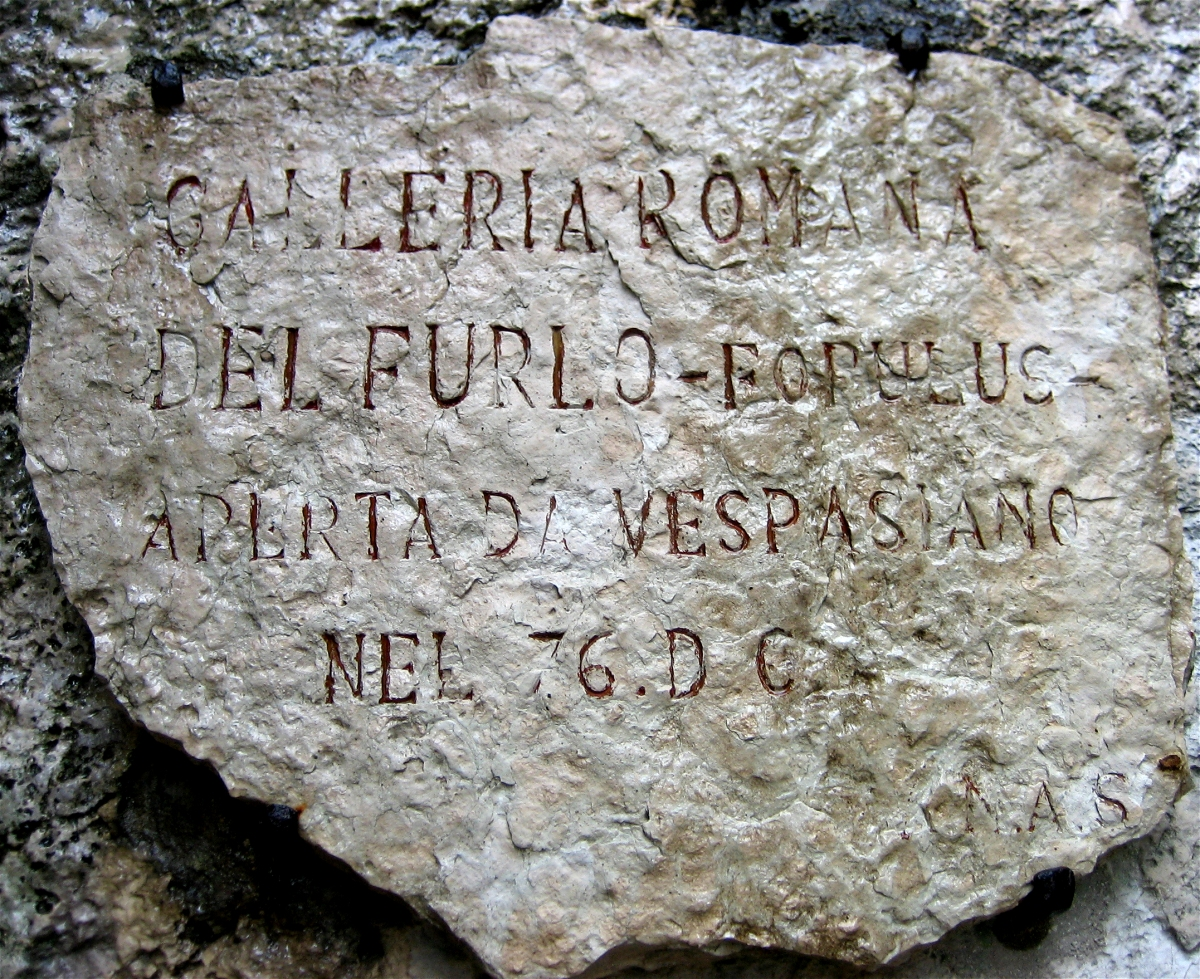
Inscripción en la entrada del túnel romano
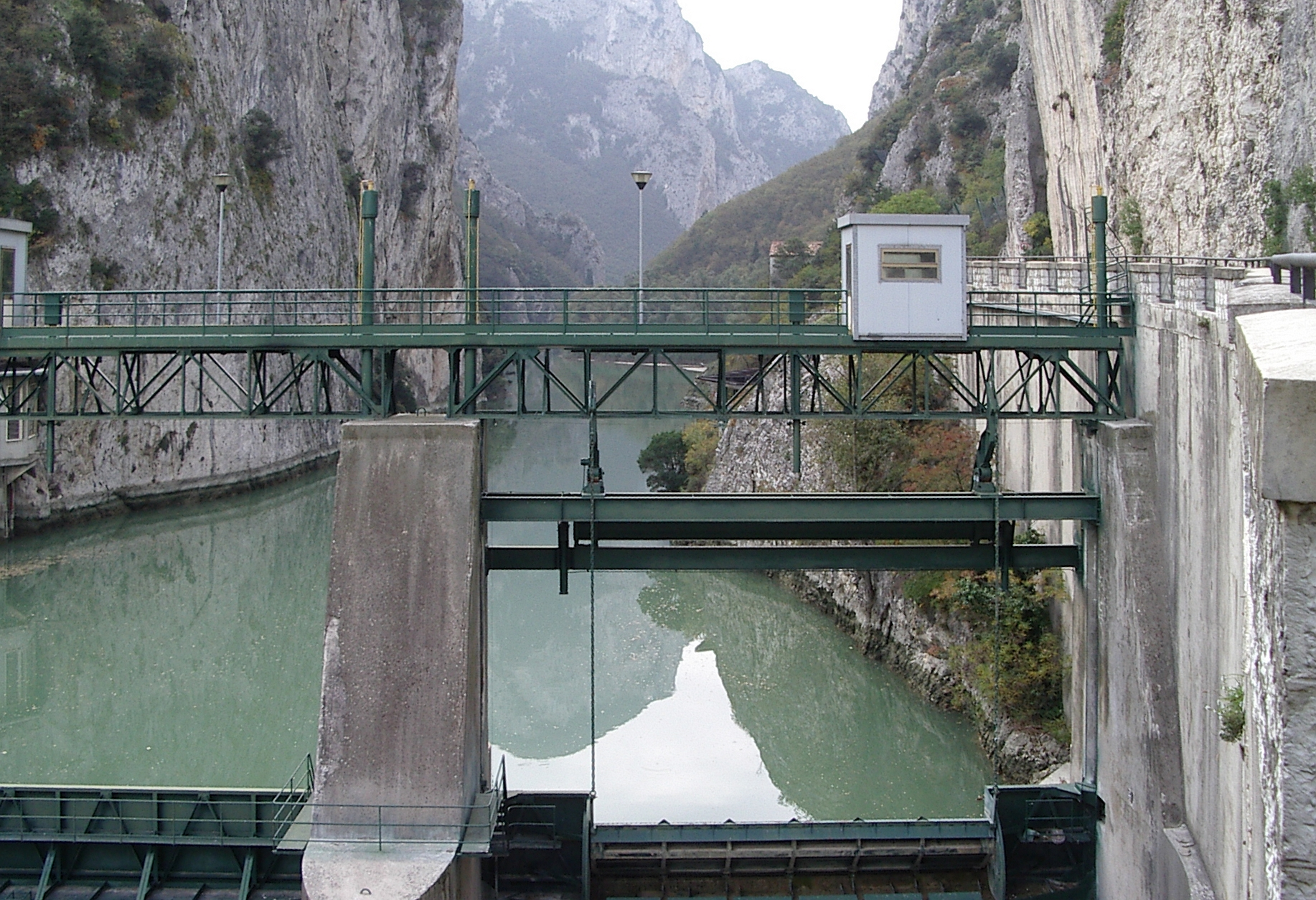
Embalse hidroeléctrico en la Garganta del Furlo